# Confine tra Argentina e Brasile
Il confine tra l'Argentina e il Brasile descrive la linea di demarcazione tra questi due stati. Ha una lunghezza di 1.224 km.

## Caratteristiche
La linea di confine interessa la parte nord-est dell'Argentina e quella sud del Brasile. Ha un andamento generale da nord verso sud.

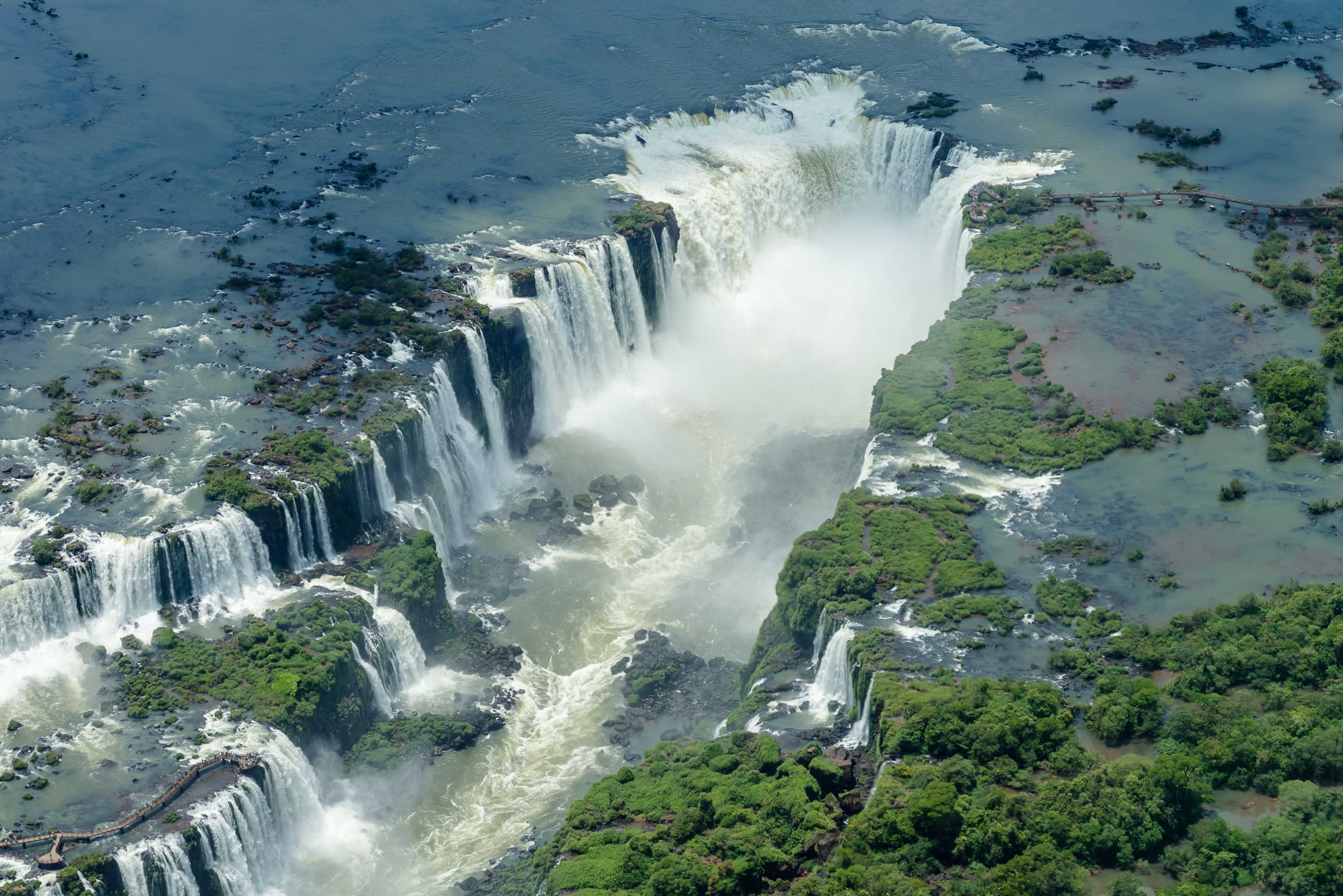
Cascate dell'Iguazú, a cavallo tra i due Stati

Inizia alla triplice frontiera tra Argentina, Brasile e Paraguay e termina alla triplice frontiera tra Argentina, Brasile e Uruguay.